# یارکوویتسه
یارکوویتسه (به لاتین: Jarkowice) یک روستا در لهستان است که در گمینا لوباوکا واقع شده‌است. یارکوویتسه ۴۴۰ نفر جمعیت دارد.